# VIC 32
Le VIC 32 est un ancien navire d'avitaillement (en anglais : Victualling Inshore Craft), un navire dessiné sur le modèle de cargo de type Clyde puffer (en). Restauré, il navigue comme bateau de plaisance en Écosse.
Ce bâtiment est inscrit au registre du National Historic Ships  depuis 1993 et il est aussi l'un des nombreux bateaux de la National Historic Fleet.

## Histoire
Le VIC 32 a été construit par Richard Dunston à Thorne en 1943 pour l'Amirauté britannique au service de la Royal Navy durant la seconde guerre mondiale. Pendant la guerre, il a transporté du ciment, des munitions, du carburant d'aviation et des fournitures à la flotte du Loch Eil et de Scapa Flow.
Après la guerre, il fut rebaptisé C702 pour travailler au chantier naval de Rosyth sur l'estiaire du Firth of Forth. En 1963, il a été vendu  à la société Whites d'Inverkeithing pour la démolition. Mais il a été racheté et déplacé à Whitby pour sa restauration en reprenant son nom d'origine. 
En octobre 1975, il a été racheté par Nick Walkerpour être ramené à Londres  en mai 1976, où il a été restauré aux Docks de St Katharine. La cale a été transformée en logement sur deux niveaux avec un relévement du pont. Il a ensuite navigué avec son propriétaire pour des excursions sur la Tamise et pour des croisières sur la côte de la Manche.  
En 1978, VIC 32 a navigué par Inverness et le canal de Crinan, sur le Sound of Jura (en), jusqu'à Argyll and Bute. De là il opérait des croisières de 7 jours  de Tarbert à Loch Fyne et à Firth of Clyde, et sur le canal de Crinan, pour Highland Steamboat Holidays Ltd.
En 1994, il a été repris par Crinan Ferry. En 2004, sa chaudière est devenue inutilisable et il a cessé ses activités.  La Puffer Preservation Trust a été constituée pour recueillir des fonds pour une nouvelle chaudière. Avec l'aide d'une subvention du Heritage Lottery Fund, VIC 32 a pu reprendre ses activités en 2006 avec Puffer Steamboat Holidays Ltd.